# Bernard Janvier
 (juillet 2012).
Si vous disposez d'ouvrages ou d'articles de référence ou si vous connaissez des sites web de qualité traitant du thème abordé ici, merci de compléter l'article en donnant les références utiles à sa vérifiabilité et en les liant à la section « Notes et références ».
Pour les articles homonymes, voir Janvier (homonymie).
Bernard Janvier, né le 16 juillet 1939 à La Voulte-sur-Rhône, est un général d'armée français. Il est commandant de la division Daguet lors de la Première Guerre du Golfe, et de la FORPRONU chargée du maintien de la paix lors de la Guerre de Bosnie-Herzégovine.

## Biographie
Pierre, son père est officier de gendarmerie. Sa mère est née Eugénie Bernard. Il fait ses études au collège d’Orange, aux lycées de Nice et d’Alger et à l’université de Rennes.

### Carrière militaire
Admis à l’école militaire interarmes à Coëtquidan, le 1er octobre 1958, en qualité de saint-cyrien, promotion général Bugeaud, il effectue son stage d’application à l’école d’application de l’infanterie au camp des Garrigues, à Nîmes à compter du 15 septembre 1960.
Le 1er décembre 1960, il rejoint le centre de perfectionnement des cadres de l’infanterie n° 2 à Philippeville en Algérie, puis il est affecté à compter du 1er janvier 1961 au 1er bataillon du 1er régiment des tirailleurs en qualité de chef de commando.
Affecté au 1er régiment étranger pendant le mois de juillet 1962, il est muté le 1er août 1962 au 2e régiment étranger de parachutistes (2e REP), régiment avec lequel il effectue un séjour en Afrique du Nord d’août 1962 à septembre 1964. De 1964 à 1967, il sert à Madagascar et aux Comores au sein du 3e régiment étranger d'infanterie, successivement comme officier adjoint en unité de combat puis comme officier d’état-major au corps. Il est promu au grade de capitaine le 1er janvier 1967. 
Rapatrié, il suit le cours des capitaines à l’école d’application de l’infanterie à Montpellier, puis rejoint la 33e promotion de l’école d’état-major en qualité de stagiaire, à compter du 1er décembre 1968,
Il commande de 1968 à 1970, une compagnie du 9e régiment de chasseurs parachutistes, puis de 1970 à 1972, une compagnie d’élèves officiers d’active à l’école spéciale militaire à Saint-Cyr Coëtquidan. Après quoi, il occupe au sein de l’école, les fonctions d’adjoint au chef de cours d’information générale et de formation militaire générale durant deux années.
Stagiaire de la 88e promotion de l’école supérieure de guerre, de septembre 1974 à mai 1976, il sert à l’issue, de juin 1976 à août 1978, comme officier traitant au bureau « effectifs personnels » de l’état-major de l’armée de terre. Il est chef de bataillon du 1er octobre 1974.
Successivement chef du bureau « opérations – instruction », puis commandant en second du 2e REP, d’août 1978 à septembre 1981, il participe à l’« opération Tacaud » au Tchad en qualité de commandant du groupe interarmes « Phœnix », de novembre 1979 à avril 1980. Il reçoit ses galons de lieutenant-colonel le 1er octobre 1978.
En 1981, il est affecté comme officier d’état-major à l’inspection générale de l’armée de terre.
Désigné comme chef de corps du 2e REP à Calvi, en 1982, il participe à la tête de ce régiment à l’« opération Épaulard », dans le cadre de la force multinationale de sécurité d’août à septembre 1982, à Beyrouth, chargé d'exfiltrer le président Arafat. Il est promu au grade de colonel le 1er octobre 1982. Il participe ensuite à l’« opération Manta » au Tchad, comme commandant du groupe interarmes de janvier à mai 1984.
De 1984 à 1987, il exerce les fonctions de chef de la section « personnels », puis celles de chef du bureau « effectifs – personnels » à l’état-major de l’armée de terre. Le 1er août 1987, il est adjoint au général commandant la 6e division légère blindée (6e DLB), à Nîmes et le 1er mars 1988, il est admis en 1re section des officiers généraux.
Le 1er juillet 1989, il est chef de la division « organisation - logistique » à l’état-major des armées.
En mai 1990, il commande l’«opération Requin» à Port-Gentil au Gabon pour évacuer des ressortissants français et étrangers dans un contexte d'émeutes. Du 7 février au 30 avril 1991, il commande la division Daguet en Arabie saoudite, puis en Irak. À ce titre, il a sous son commandement 4.300 soldats américains. Il est promu général de division le 1er avril 1991. 

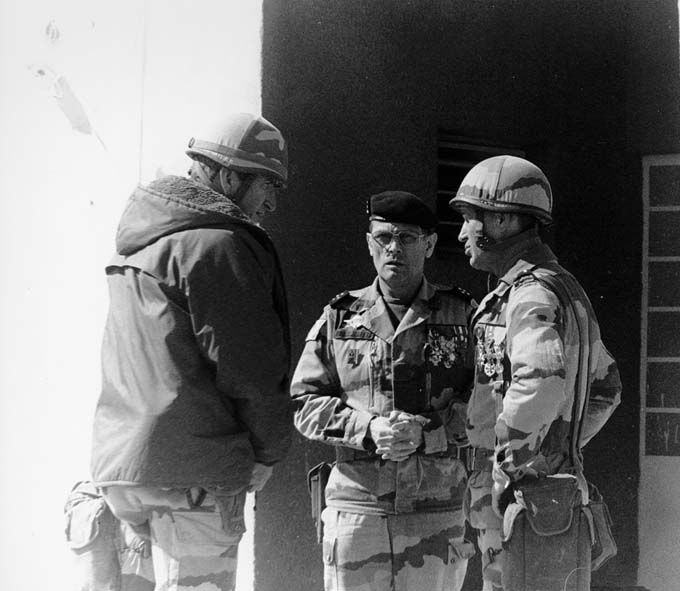
Le général Roquejoffre, commandant de l'opération Daguet, et le général Janvier à As Salman (Irak) le 10 mars 1991.

Le 1er mai 1991, il est nommé chargé de mission auprès du général chef d’état-major des armées avant de prendre le commandement de la 6e DLB, à Nîmes, du 1er juin 1991 au 5 septembre 1993. Il est nommé chef de l’état-major interarmées de planification opérationnelle, à compter du 6 décembre 1993. Il est alors élevé aux rang et appellation de général de corps d’armée le 1er juillet 1994. Le 1er février 1995, il est mis à la disposition du chef d’état-major de l’armée de terre et reçoit le 1er mars 1995, le commandement en chef de la force de paix des Nations unies pour l’ex-Yougoslavie et simultanément, il assure les fonctions de commandant en second de la force de mise en œuvre du plan de paix en Bosnie (IFOR).
Le 4 juin 1995, en tant que commandant français des forces militaires de l'ONU en ex-Yougoslavie, il rencontre secrètement le général Ratko Mladić pour obtenir la libération des otages, dont plus de la moitié étaient français. Mladić exige de Janvier qu'il n'y ait plus de frappe aérienne. Cinq jours plus tard, le représentant dans la région de l'ONU, Takashi Akashi, déclare que l'ONU « se conformerait strictement au principe de maintien de la paix ».
Le 7 juillet 1995, les forces serbes de Bosnie menées par le général Ratko Mladić prennent d'assaut la ville de Srebrenica. Les Néerlandais de la FORPRONU demandent, en vain, une aide aérienne avant d'être pris en otages par les forces serbes. Orić a quitté Srebrenica, laissant le commandement à ses lieutenants et incitant les médias à accuser les forces bosniaques de ne pas mettre en œuvre une défense adéquate. La plupart des civils partent immédiatement pour la ville de Potočari où se trouvait la base militaire principale de l'ONU. D'autres civils prennent des autobus pour des territoires bosniaques.
Entre le 11 juillet 1995 et le 15 juillet 1995 aura lieu le Massacre de Srebrenica, considéré comme le « pire massacre commis en Europe depuis la fin de la Seconde Guerre mondiale ».
En fin de mission, il est mis à la disposition du chef d’état-major de l’armée de terre, le 19 février 1996. En juillet 1996, il est nommé membre du conseil supérieur de l’armée de terre.
Le 1er septembre 1996, il est nommé directeur de l’Institut des hautes études de la défense nationale (IHEDN) et du centre des hautes études militaires (CHEM), de l’enseignement militaire supérieur. Il reçoit sa cinquième étoile le 1er juillet 1998 et rejoint la 2e section des officiers généraux le 1er janvier 1999.

### Commission d'enquête française
En 2001, il est interrogé par la commission d'enquête française sur le massacre de Srebrenica pour son rôle dans le refus des frappes aériennes demandés par le bataillon néerlandais chargée de défendre l'enclave. Il lui était reproché d'avoir refusé d'ordonner des bombardements qui auraient peut être empêché la chute de l'enclave et le massacre perpétré par les forces serbes. Ce refus faisait suite aux engagements pris par la France pour obtenir la libération des casques bleus néerlandais capturés en mai 1995. 
Après une première enquête interne de l'ONU, le général Janvier ne sera pas interrogé par la commission de l'ONU en charge d'une enquête similaire ni lors du procès du tribunal pénal international pour l'ex Yougoslavie.

## Décorations
- Grand officier de la Légion d'honneur (1996) ; chevalier en 1977, officier en 1986, commandeur en 1991 ;
- Commandeur de l'ordre national du Mérite (1990) ; officier en 1980 ;
- Croix de guerre des Théâtres d'opérations extérieurs, palme de bronze (une citation à l’ordre de l’armée) ;
- Croix de la Valeur militaire (cinq citations, dont une à l’ordre de l’armée) ;
- Chevalier de l'ordre du Mérite agricole (1984)
- Médaille d'Outre-Mer avec agrafes « Liban », « Tchad », « Moyen-Orient »
- Médaille commémorative des opérations de sécurité et de maintien de l'ordre en Afrique du Nord avec agrafe « Algérie »
- Médaille commémorative française

Par ailleurs, il est décoré de nombreuses décorations étrangères dont :
- Officier de la Légion du Mérite (États-Unis) (1991)

- Médaille de la Libération du Koweït (Arabie Saoudite) (1991)
- Médaille de la Libération du Koweït (Koweït) (1991)
- Médaille de l’OTAN
- Médaille de l’ONU
- Chevalier de l’Etoile de la Grande Comores 1966
- Croix du service méritoire canadien
- Croix du Trèfle Croate

Il est blessé le 14 décembre 1961 à Aïn Ogra (Algérie) par éclat de mine.